# Sobekhotep II.
Kaankre Sobekhotep II., v starejših študijah  znan tudi kot Sobekhotep I., je bil faraon Trinajste egipčanske dinastije iz drugega vmesnega obdobja Egipta. Po mnenju egiptologov Kima Ryholta in Darrella Bakerja je bil trinajsti vladar Trinajste dinastije, ki je vladal okoli leta 1735 pr. n. št., po mnenju Jürgena von Beckeratha pa je bil šestnajsti vladar te dinastije.

## Dokazi
Sobekhotep II. je na Karnaškem seznamu kraljev omenjen kot Kaankre. Na Torinskem seznamu kraljev je v 6.  koloni ime Sobek[hote]pre, ki bi lahko pomenilo Sobekhotepa II. Enačenje ni zanesljivo, zato je kronološki položaj Sobekhotepa II. znotraj Trinajste dinastije sporen. Med primarne dokaze Sobekhotepovega vladanja spadajo reliefi iz kapele, ki je nekoč stala v Abidosu, in fragment popisanega stebra. Ime Kaankre Sobekhotep je zapisano tudi na granitnem kipu, ki je od leta 1982 v Britanskem muzeju (BM 69497). Njegovo vladanje je bilo zelo verjetno kratko in je trajalp samo tri do štiri in pol leta.

## Identiteta
Ryholt domneva, da sta Sobekhotep I. in Sobekhotep II. morda ista oseba, ki je kot Sobekhotep omenjena na Torinskem seznamu kraljev.  Drugi, med njimi Dodson, domnevajo, da sta Kaankre Sobekhotep II.  in Sekemre Kutavi Sobekhotep I. različna vladarja iz Trinajste dinastije, medtem ko Bierbrier trdi, da bi bili treba njuno številčenje obrniti.  Simon Connor in  Julien Siesse, ki sta nedavno raziskala slog faraonovega spomenika, trdita,  da je Sobekhotep II. vladal mnogo kasneje od svojega predhodnika z istim imenom in celo za Sobekhotepom IV., ki bi se zato moral preimenovati v Sobehkotepa III.